# Nghĩa trang liệt sĩ Rừng Sác
Nghĩa trang liệt sĩ Rừng Sác là một nghĩa trang ở Việt Nam, được xây dựng và hoàn thành vào năm 2011 tại thị trấn Cần Thạnh, huyện Cần Giờ, Thành phố Hồ Chí Minh. Nơi này quy tập khoảng trên dưới hai ngàn mộ tử sĩ Quân đội Nhân dân Việt Nam, trong đó có hơn 860 mộ của các chiến sĩ thuộc Đoàn 10 Đặc công (còn gọi là Đặc công rừng Sác).

## Quy tập mộ
Theo thống kê, qua hai cuộc chiến tranh tại Việt Nam xảy ra trên đất Cần Giờ thì có khoảng 454 Đảng viên Đảng Cộng sản Việt Nam, Đoàn viên Đoàn Thanh niên Cộng sản Hồ Chí Minh, cán bộ chiến sĩ, du kích người Cần Giờ tử trận và đặc biệt có hơn 860 liệt sĩ thuộc Đoàn 10 Rừng Sác đã chết.
Sau khi Chiến tranh Việt Nam kết thúc, chính quyền và người dân huyện Cần Giờ đã tích cực phối hợp với các ngành chức năng, các địa phương liên quan để tìm kiếm, cất bốc và quy tập hài cốt các liệt sĩ có nguyên quán tại Cần Giờ và sau hơn 36 năm thì đạt kết quả khả quan với 169 di vật, hài cốt liệt sĩ có nguyên quán tại huyện Cần Giờ được công nhận, quy tập về Nghĩa trang liệt sĩ rừng Sác. Năm 2005 đã diễn ra lễ truy điệu và cải táng tượng trưng phần mộ của 540 liệt sĩ thuộc Trung đoàn 10 đặc công Rừng Sác tử trận ở khu vực sông Lòng Tàu, sông Soài Rạp những năm 1967-1968 mà người ta chưa tìm thấy hài cốt.

## Quá trình xây dựng
Nghĩa trang liệt sĩ Rừng Sác được khởi công ngày 13 tháng 12 năm 2003 và phải trải qua ba giai đoạn thi công xây dựng, đến ngày 24 tháng 01 năm 2011 công trình được hoàn thành với tổng mức đầu tư hơn 18 tỷ đồng Việt Nam. Lễ khánh thành được tổ chức vào sáng ngày 29 tháng 01 năm 2011.

## Một số hoạt động
Sau khi khánh thành và đưa vào hoạt động, Nghĩa trang liệt sĩ Rừng Sác là nơi thường xuyên diễn ra các sự kiện quan trọng như truy điệu, dâng hương, thắp nến tri ân vào Ngày Thương binh Liệt sĩ của Việt Nam, như sự kiện hơn gần 1.000 thanh niên Thành phố Hồ Chí Minh đã cùng thắp nến tưởng niệm tại đây vào chiều ngày 12 tháng 5 năm 2012. Nhiều lãnh đạo cấp cao của nhà nước Việt Nam và Thành phố Hồ Chí Minh cũng từng đến dâng hương, tưởng niệm.
Đại tướng Phùng Quang Thanh khi đến dâng hương cũng đã ghi vào sổ lưu niệm: "Quân ủy Trung ương, Bộ Quốc phòng, cán bộ, chiến sĩ Quân đội Nhân dân Việt Nam tỏ lòng khâm phục và biết ơn các anh hùng liệt sĩ và đồng bào Rừng Sác đã hy sinh anh dũng vì sự nghiệp giải phóng dân tộc. Toàn quân nguyện giữ vững phẩm chất bộ đội cụ Hồ, phát huy truyền thống cách mạng làm nòng cốt cùng toàn Đảng toàn dân giữ vững thành quả cách mạng, tham gia xây dựng và bảo vệ thành công Tổ quốc Việt Nam xã hội chủ nghĩa, đời đời biết ơn và nguyện noi theo tấm gương chiến đấu hy sinh vì độc lập dân tộc, thống nhất tổ quốc và chủ nghĩa xã hội của các anh hùng liệt sĩ, cựu chiến binh Rừng Sác"